# Галанг
Галанг (індонезійська: Пулау Галанг) — острів площею 80 км², розташований на південному сході від  Батаму, що належить до групи трьох островів Бареланг (абревіатура Батам-Ремпанг-Галанг). Частина  Архіпелага Ріау, Галанг знаходиться на південь від Батаму та Ремпангу, які самі розташовані на південь від Сінгапуру та Джохору. Острів пов'язаний мостом Бареланг з Ремпангом та Батамом.
У Галангу було засноване Управління Верховного комісара ООН у справах біженців з метою управління Табором біженців у 1979—1996. Багато в'єтнамських човнів та шукачів притулку були тимчасово розміщені в таборі Галанг під час визначення їх статусу біженця та їх подальшого переселення в США, Австралію та деякі європейські країни. Багато в'єтнамців зі своїх нових переселених країн повернулися до Галангу.
Сьогодні острівом Галанг (і колишній район біженців, відомий як табір Сінам) керує Управління промислового розвитку Батама. У 1992 році відповідно до Указу Президента Індонезії, розширена робоча зона включає острів Ремпанг, острів Галанг та кілька невеликих сусідніх островів. Було побудовано 6 мостів, які були відкриті 25 січня 1998 року. Вони забезпечують сухопутний зв'язок між островам Батам — островом Тонтон — островом Ніпа — острова Сетоко — островом Ремпанг — островом Галанг — Галанг Бару (Новий Галанг), з метою розвитку всіх цих островів .